# Kenny Elissonde
Kenny Elissonde (født 22. juli 1991) er en professionel cykelrytter fra Frankrig, der senest kørte for Cofidis.
Ved Vuelta a España 2013 vandt han kongeetapen på toppen af Alto de l'Angliru. I 2017 skiftede han som den første franske rytter nogensinde til britiske Team Sky.
Fra starten af 2020 tiltrådte han på en 2-årig kontrakt med amerikanske Trek-Segafredo.